# هاشی نو کیومیچی
هاشی نو کیومیچی (به ژاپنی: 破斯 清道 はし の きよみち)، او از مقام‌های دولتی در دوره نارا بود که در دفتر شیکیبو-شو (وزارت تشریفات) در دانشگاه دایگاکو-ریو کار می‌کرد. گمان می‌رود که او پارسی بوده است. آکیهیرو واتانابه (مؤسسه ملی تحقیقاتی نارا برای خواص فرهنگی) اشاره کرده است که ممکن است او تحت یک سهمیه خاص برای استفاده از بورس تحصیلی و دانش خارجیان منصوب شده باشد. با این حال، از آنجایی که او در شیفت شب نیز کار می‌کرد، گمان می‌رود که شرایط کاری او مشابه سایر مقامات دولتی بوده است.
وجود آن با رمزگشایی یک لوح چوبی مربوط به سال اول عصر تنپیو-جینگو (۷۶۵) که در حفاری در خرابه‌های کاخ هیجو کشف شد تأیید شد. زمانی که برای اولین بار در اکتبر ۲۰۱۶ اعلام شد، نام آن «کیومیچی» با کانجی «清通» بود، اما بعداً به «کیومیچی» با کانجی «清道» تغییر یافت.

## لوح‌های چوبی
لوح چوبی با نام (Hasseido) یکی از الواح چوبی است که در سال ۱۹۶۶ (شووا ۴۱) از خرابه‌های منطقه معروف به «منطقه مربوط به شیکیبوشو» در گوشه جنوب شرقی کاخ هیجو (ساکیچو، استان نارا، شهر نارا) کاوش شد. در طی این بررسی‌ها بیش از ۱۰۰۰۰ لوح چوبی کشف شد که اکثریت آنها مربوط به شیکیبو-شو (وزارت تشریفات) بود.

## یکسان بودن با لی میتسو ای
شوکو نیهونگی گزارش می‌دهد که در اوت ۷۳۶، ناکاتومی نادای، معاون فرستاده به تانگ چین، که به ژاپن بازگشت، او همراه با «سه چینی و یک ایرانی» با امپراتور شومو دیدار و گفتگو داشت.
【続日本紀 巻第十二 聖武天皇 天平八年】
八月庚午、入唐副使従五位上中臣朝臣名代ら、唐の人三人、波斯一人を率ゐて拝朝す。
十一月戊寅、天皇、朝に臨みたまふ。（中略）唐の人皇甫東朝・波斯人李密翳らに位を授くること差有り。
در روز گنگو در ماه اوت، معاون فرستاده به تانگ چین، ناکاتومی آسون نادای، مقام پنجم و دیگران به همراه سه نفر از تانگ چین و یک ایرانی، به امپراتور ادای احترام کردند.
در نوامبر، سال بوئین، امپراتور در صبح ظاهر شد. (حذف شده) تفاوت‌هایی در درجات اعطا شده به افرادی مانند هوانگفو چائو شرقی سلسله تانگ و لی میتسو ای ایرانی وجود داشت. شوکو نیهونگی، جلد ۱۲، امپراتور شومو، سال هشتم تنپیو 
در نوامبر همان سال، زمانی که به فرستادگان تانگ چین، از جمله ناکاتومی نادای، القاب داده شد، به لی میتسو ای ایرانی نیز عنوانی اعطا شد. این تنها ثبت لی میتسو ای در شوکو نیهونگی است و مکان بعدی او مشخص نیست.
فاصله بین دیدار لی میتسو ای با امپراتور شومو و سال حک شده روی لوح کشف شده حدود ۳۰ سال است. آکیهیرو واتانابه بیان می‌کند که «هاشی نو کیومیچی ممکن است خود لی میتسو ای یا یکی از اعضای خانواده یا خدمتکاران او بوده باشد».